# 桃花花瓣
《桃花花瓣》是大塚愛出道的第1張單曲。2003年9月10日由艾迴發行其之，並附上大塚愛親自繪製的特典繪本。DVD版本於2003年10月1日發售。
該曲原是大塚愛在17歲時創作，當時使用的名稱是「桃色的花瓣」（桃色ノ花ビラ），但由於認為不夠響亮才將歌名改至「桃花花瓣」（桃ノ花ビラ），所以其意義是指櫻花的花瓣，在繪本中也是以櫻花表示。

## 收錄曲目

### CD
1. 桃花花瓣 (04:55)
日本電視台週六連續劇「西瓜」主題曲。
第一張專輯《LOVE PUNCH》，第一張精選《愛 am BEST》收錄曲。
後被王心凌翻唱成「愛的滑翔翼」。
2. 向日葵 (04:32)
3. 桃花花瓣（演奏版） (04:55)
4. 向日葵（演奏版） (04:31)

### DVD
1. 桃花花瓣 Music Clip
2. 音樂錄影帶製作幕後花絮